# Christmas Attack Zone
"Christmas Attack Zone" é o décimo episódio da quinta temporada da série de televisão de comédia de situação norte-americana 30 Rock, e o nonagésimo da série em geral. Foi realizado por John Riggi, que também assumia a função de produtor executivo na temporada, e teve o seu enredo escrito por Tracey Wigfield. A sua transmissão original nos Estados Unidos ocorreu através da rede de televisão National Broadcasting Company (NBC) na noite de 9 de Dezembro de 2010. Diversos atores fizeram uma participação especial no episódio, incluindo Elaine Stritch e Alan Alda, que retornaram à série pela terceira e sétima vez, respetivamente. Outra participação especial foi de Will Forte, antigo membro do elenco do Saturday Night Live, programa de televisão da NBC no qual a criadora de 30 Rock, Tina Fey, iniciou a sua carreira. Elizabeth Banks também fez uma participação no episódio.
No episódio, Jenna Maroney (interpretada por Jane Krakowski) está chateada por ter terminado o seu namoro com Paul L'astnamé (Forte), como planeou ir à festa de Ano Novo de Elton John com ele. A sua amiga Liz Lemon (Fey), no entanto, pensa que, na verdade, a raiva dela é devido a saudades que tem de Paul. Entretanto, num esforço para manter a sua imagem de ator sério e continuar no caminho certo para alcançar o estatuto de EGOT, Tracy Jordan (Tracy Morgan) compra os direitos de um filme de comédia que completou recentemente. A sua intenção inicial é arquivar o filme para evitar perpetuar a sua personalidade cómica. Paralelamente, Liz descobre que Jack Donaghy (Alec Baldwin) não deseja que a sua namorada Avery Jessup (Banks) passe o Natal com a família dele porque ele ainda não contou à mãe dele, Colleen Donaghy (Stritch), acerca da gravidez de Avery. Quando finalmente revela isto à Colleen, a revelação é recebida com menos entusiasmo do que o esperado, principalmente por o casal não ter contraído matrimónio, levando Jack a convidar secretamente o seu pai biológico Milton Greene (Alda) à ceia de Natal, numa tentativa de esclarecer as opiniões de Colleen.

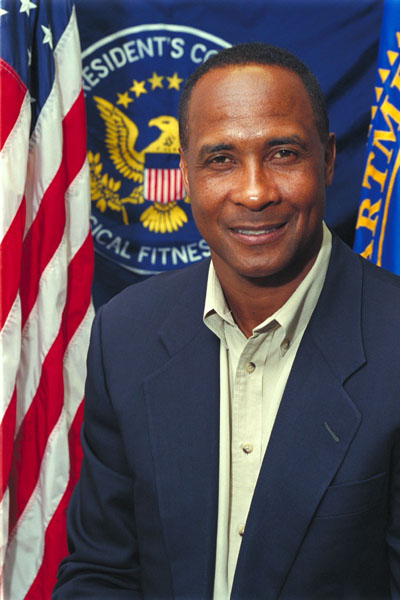
Uma cena do episódio na qual Jenna emprega blackface para imitar Lynn Swann gerou controvérsia.

Em geral, os críticos especialistas em televisão do horário nobre consideraram "Christmas Attack Zone" uma forte representação do estilo da série, aplaudindo o equilíbrio entre humor e coração, descrevendo-o como um episódio de Natal bem sucedido que balançou a irreverência caraterística de 30 Rock com a alegria do Natal. Eles elogiaram os momentos memoráveis, atuações de destaque e exploração de dinâmicas familiares complexas. Porém, notaram que a maioria dos episódios de Natal de 30 Rock se inclina para o cinismo, mas mesmo assim apreciaram a capacidade deste episódio para captar a ambivalência que muitos espetadores sentem em relação às reuniões familiares no Natal. Diversos críticos realçaram vários aspetos notáveis, incluindo o regresso de personagens recorrentes, as frases cómicas de Tracy Morgan e o final com Jenna e Paul em travesti. De acordo com o sistema de mediação de audiências Nielsen Ratings, "Christmas Attack Zone" foi assistido por uma média de 4 milhões e 759 mil agregados familiares durante a sua transmissão original norte-americana, e foi-lhe atribuída a classificação de 2,9 e cinco de share entre os telespectadores pertencentes ao perfil demográfico dos 18 aos 49 anos de idade. O episódio destacou-se especialmente entre os jovens adultos de 18-34 anos e homens desta faixa etária.
"Christmas Attack Zone" gerou controvérsia devido à cena na qual Jane Krakowski usa maquilhagem para escurecer a sua pele, uma prática conhecida como blackface, de modo a impersonar Lynn Swann. Diversos críticos de televisão questionaram se a sátira conseguiu efetivamente criticar o racismo ou acabou reforçando estereótipos. No rescaldo dos protestos antirracistas nos Estados Unidos iniciados após a morte de George Floyd, à pedido de Tina Fey e Robert Carlock, ambos produtores executivos e showrunners de 30 Rock, a NBC removeu o episódio de todas as plataformas de streaming e redifusão. Esta decisão dividiu opiniões, com alguns defendendo a remoção por sensibilidade e outros argumentando que a sátira tinha valor educacional. Uma petição pediu a reintegração dos episódios com avisos explicativos, destacando o debate sobre como abordar temas delicados na comédia e preservar obras culturais problemáticas. Hoje, o episódio é visto como um estudo de caso sobre a natureza evolutiva da sensibilidade e da representação nos meios de comunicação social, salientando a importância de debates e reflexões contínuos na indústria do entretenimento relativamente a estas questões críticas.

## Produção e desenvolvimento

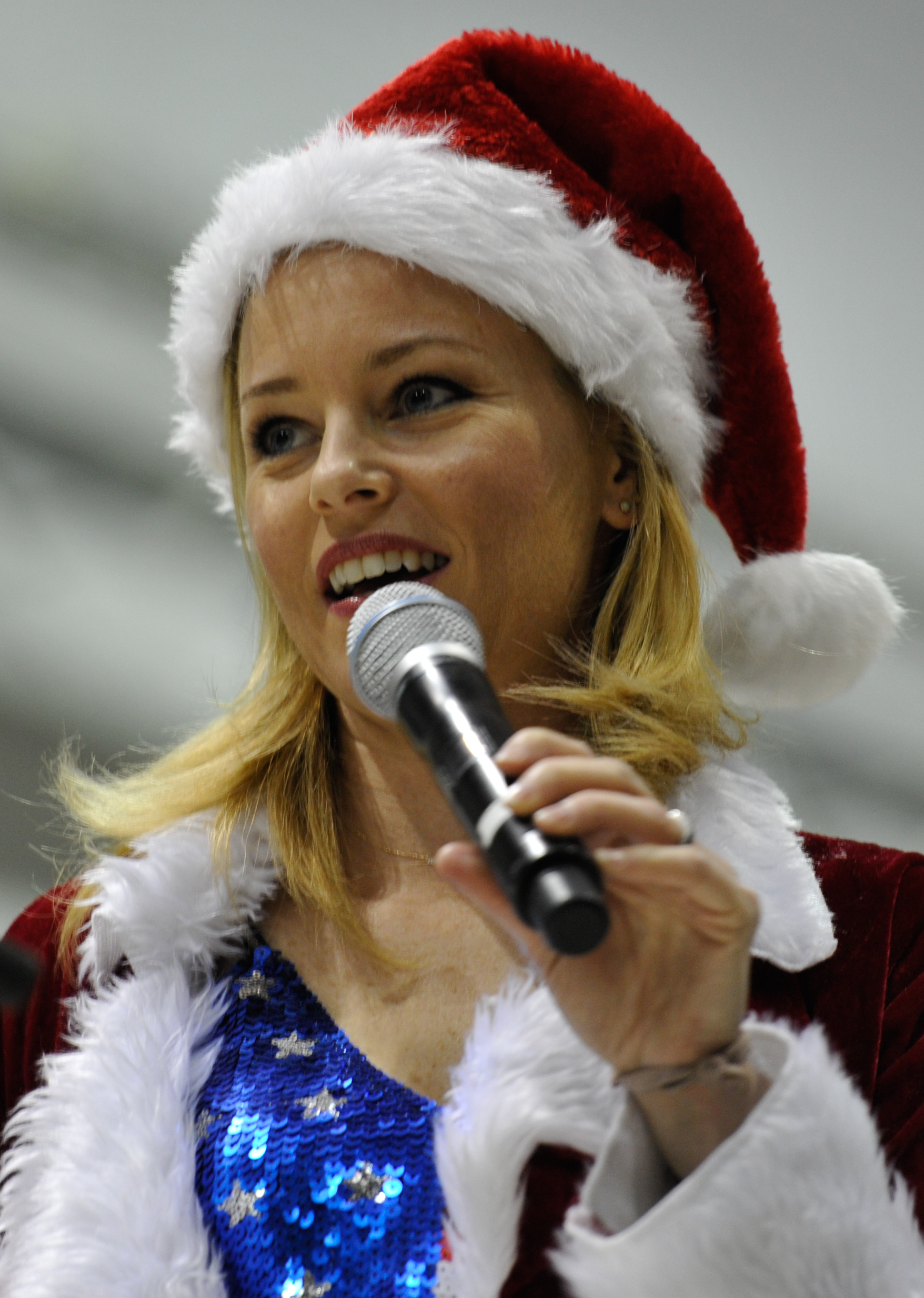
O episódio marcou a nona participação de Elizabeth Banks em 30 Rock.

"Christmas Attack Zone" é o décimo episódio da quinta temporada de 30 Rock. Foi realizado por John Riggi e teve o seu enredo redigido por Tracey Wigfield. Esta foi a sétima vez que ambos respetivamente trabalham na realização e no guião de um episódio da série. Para Riggi, que assumia ainda o título de produtor executivo na temporada, esta foi a sua quinta vez a trabalhar como realizador para o seriado, enquanto para Wigfield, foi a sua quarta. Apesar de ter sido creditado como realizador, Riggi já havia redigido também argumentos para episódios de 30 Rock. Embora os seus nomes tenham sido listados na sequência de abertura do episódio, os atores John Lutz e Keith Powell, respetivos intérpretes das personagens J. D. Lutz e James "Toofer" Spurlock, não participaram de "Christmas Attack Zone". Este foi o quarto episódio de 30 Rock no qual as personagens celebram o Natal, após "Ludachristmas", "Christmas Special" e "Secret Santa".
Alan Alda e Elaine Stritch participaram de "Christmas Attack Zone" a repetirem os seus respetivos desempenhos como Milton Greene e Colleen Donaghy pelas terceira e sétima vezes. Segundo o produtor executivo e co-showrunner Robert Carlock, a participação de ambos atores foi motivada pelas expetativas da equipa do seriado de este ser "o grande [episódio] para nós. É o tão esperado reencontro dos pais biológicos de Jack." Alda já havia contracenado com Alec Baldwin, intérprete de Jack Donaghy e produtor de 30 Rock, no filme The Aviator (2004), mas nunca havia trabalhado com Stritch, apesar de se terem conhecerem previamente. Elizabeth Banks foi outra atriz que fez uma participação especial em "Christmas Attack Zone", a sua nona em 30 Rock como Avery Jessup.
O comediante Will Forte, ex-integrante do elenco do programa de televisão humorístico Saturday Night Live (SNL), também participou de "Christmas Attack Zone". Esta foi a sua terceira participação como Paul L'astnamé, namorado transformista de Jenna; ele também fez uma participação na primeira temporada num papel diferente. O SNL, programa no qual Fey foi argumentista-chefe entre 1999 e 2006, tem muitas conexões com 30 Rock. 30 Rock é muitas vezes visto como um reflexo cómico do SNL, e Liz Lemon como uma versão ficcionada de Fey, encarnando as dificuldades de liderar um programa cómico num ambiente dominado por homens, tal como o seu papel na vida real no SNL. Vários outros ex-alunos do SNL já desempenharam papéis importantes ou fizeram participações especiais em 30 Rock, tais como Fred Armisen, Jimmy Fallon, Siobhan Fallon Hogan, Will Ferrell, Will Forte, Gilbert Gottfried, Bill Hader, Jan Hooks, Julia Louis-Dreyfus, Tim Meadows, Bobby Moynihan, Amy Poehler, Rob Riggle, Horatio Sanz, Molly Shannon, Chris Parnell, Jan Hooks, Rachel Dratch, Jason Sudeikis e Kristen Wiig. Tanto Tracy Morgan como Fey já integraram o elenco do SNL, com Fey tendo sido ainda a primeira apresentadora feminina do segmento Weekend Update. Além disso, membros da equipa de 30 Rock já trabalharam no SNL, como: John Lutz, argumentista entre 2003 a 2010; Beth McCarthy-Miller, realizadora entre 1995 e 2006; e Steve Higgins, argumentista e produtor de 1995 a 2009. Alec Baldwin, apesar de nunca ter integrado o elenco do SNL, detém o recorde de ser o anfitrião do programa por mais vezes, com dezassete vezes.

## Enredo
Liz Lemon (Tina Fey) é convidada por Jack Donaghy (Alec Baldwin) a passar o Natal com ele para o ajudar a lidar com a visita de ada Avery Jessup (Banks) passe o Natal com a família dele porque ele ainda não contou à mãe dele, Colleen Donaghy (Elaine Stritch), mãe dele. Liz acha estranho o facto de Avery Jessup (Elizabeth Banks), a noiva de Jack, não se juntar a eles para celebrar o Natal, mas apercebe-se imediatamente que Jack não contou à Colleen sobre a gravidez de Avery, que fica furiosa. Liz e Avery convencem Jack a contar a notícia à sua mãe, que não fica entusiasmada pois Jack e Avery não são casados. Para se vingar dela, Jack telefona ao seu pai biológico Milton Greene (Alan Alda), o pai que ela nunca lhe disse que tinha, e convida-o a passar o Natal com eles sem informar que Colleen estará presente. No dia seguinte, Milton chega e Jack explica-lhe que a razão da sua visita é para poder emboscar Colleen, uma vez que ela vê com maus olhos a sua relação com Avery. Mais tarde, Avery chega e fica furiosa com o que Colleen diz acerca da sua relação com Jack. Liz tenta avisar a Colleen sobre o plano de Jack, mas sem sucesso. Ela fica chocada ao ver Milton, mas imediatamente descobre o que Jack está a tramar. Colleen vinga-se de Jack fingindo um ataque cardíaco, o que faz com que Milton e Avery sintam pena dela, abandonando assim o seu plano de repreender Colleen. No hospital, Avery revela que ela e Jack tinham planeado fugir no Ano Novo e faz um convite a todos. Após o anúncio, Liz viaja para White Haven, Pensilvânia, para passar o Natal com a sua família.
Entretanto, o ator Tracy Jordan (Tracy Morgan) é nomeado para um Prémio Globo de Ouro pelo seu papel no drama Hard To Watch, mas apercebe-se que, para ganhar o prémio, tem de atuar como um ator sério. Como resultado, compra os direitos do seu novo filme de comédia, The Chunks 2: A Very Chunky Christmas, para bloquear a distribuição da longa-metragem e aumentar as suas hipóteses de ganhar o prémio. Mais tarde, Tracy decide fazer um evento de caridade para exibir Hard To Watch, que conta a história de um rapaz do centro da cidade que vive no gueto, para as residentes de um abrigo de mulheres. No evento de beneficência, Tracy apresenta o filme, mas decide não o exibir, pois apercebe-se de que rir é o melhor remédio e, ao invés disso, exibe The Chunks 2. As pessoas do abrigo acham o filme hilariante, deixando Tracy feliz.
Ao mesmo tempo, Jenna Maroney (Jane Krakowski) está a ter dificuldades em lidar com a sua separação de Paul L'astnamé (Will Forte). Liz, ao ver Jenna infeliz, visita Paul e diz-lhe que Jenna sente a falta dele. Paul visita Jenna, mas não para reatar a relação, mas sim para lhe dizer que arranjou uma fantasia brilhante para a festa de New Queer's Eve, à qual os dois foram convidados e decidem se vestir como um fenómeno da cultura popular do ano anterior. Sem o conhecimento de Paul, Jenna também tem a mesma ideia de fantasia que ele e, como resultado, os dois voltam a ficar juntos.

## Referências culturais

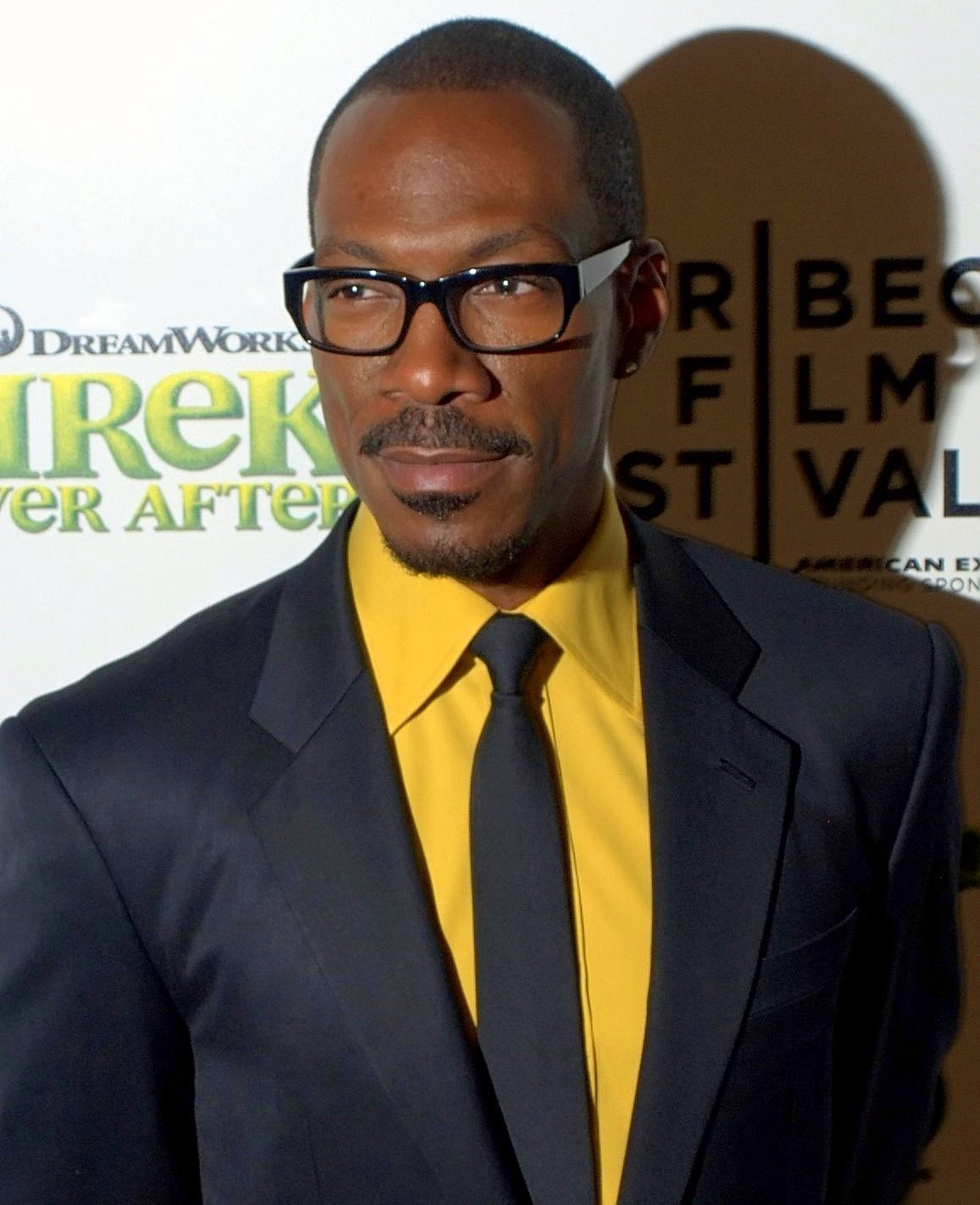
Críticos de televisão alegaram que o episódio fez referência a Eddie Murphy.